# داني مولر
داني مولر (بالهولندية: Danny Muller)‏ (ولد في 11 أغسطس 1969) هو لاعب كرة قدم هولندي سابق، لعب كلاعب وسط.